# هوغو دياز (لاعب كرة قدم)
هوغو دياز (9 فبراير 1997 في إسبانيا - ) (بالإسبانية: Hugo Díaz)‏ هو لاعب كرة قدم إسباني في مركز الدفاع. لعب مع ليدز يونايتد.

## وصلات خارجية
- هوغو دياز على موقع قاعدة بيانات كرة القدم.إي يو (الإنجليزية)
- هوغو دياز على موقع Soccerway.com (الإنجليزية)